# اویالوو
اویالوو (انگلیسی: Uyalovo) یک شهرک در شهرستان شارانسکی استان باشقیرستان کشور روسیه است.